# Колдвелл (Нью-Джерсі)
Колдвелл (англ. Caldwell) — місто (англ. borough) в США, в окрузі Ессекс штату Нью-Джерсі. Населення — 9027 осіб (2020).

## Географія
Колдвелл розташований за координатами 40°50′21″ пн. ш. 74°16′37″ зх. д. / 40.83917° пн. ш. 74.27694° зх. д. (40.839244, -74.276999).  За даними Бюро перепису населення США в 2010 році місто мало площу 3,02 км², з яких 3,02 км² — суходіл та 0,00 км² — водойми.

## Демографія
Згідно з переписом 2010 року, у селищі мешкали 7822 особи в 3359 домогосподарствах у складі 1796 родин. Було 3510 помешкань
Расовий склад населення:
| - 86,8 % — білих - 4,7 % — азіатів - 3,3 % — чорних або афроамериканців - 0,1 % — корінних американців - 3,1 % — осіб інших рас |

До двох чи більше рас належало 1,9 %. Частка іспаномовних становила 10,0 % від усіх жителів.
За віковим діапазоном населення розподілялося таким чином: 18,5 % — особи молодші 18 років, 65,4 % — особи у віці 18—64 років, 16,1 % — особи у віці 65 років та старші. Медіана віку мешканця становила 40,4 року. На 100 осіб жіночої статі у селищі припадало 87,9 чоловіків;  на 100 жінок у віці від 18 років та старших — 85,5 чоловіків також старших 18 років.
Середній дохід на одне домашнє господарство  становив 94 847 доларів США (медіана — 72 708), а середній дохід на одну сім'ю — 124 126 доларів (медіана — 102 813). Медіана доходів становила 77 176 доларів для чоловіків та 57 063 долари для жінок. За межею бідності перебувало 4,8 % осіб, у тому числі 5,1 % дітей у віці до 18 років та 3,9 % осіб у віці 65 років та старших.
Цивільне працевлаштоване населення становило 4004 особи. Основні галузі зайнятості: освіта, охорона здоров'я та соціальна допомога — 28,3 %, науковці, спеціалісти, менеджери — 14,9 %, виробництво — 9,2 %, фінанси, страхування та нерухомість — 8,7 %.